# Maschile plurale
Maschile plurale è un film del 2024 co-scritto e diretto da Alessandro Guida. La pellicola è il sequel del film Maschile singolare, diretto dallo stesso Guida e Matteo Pilati.

## Trama
Tre anni dopo la morte di Denis, Luca ricompare nella vita di Antonio, che ora è un pasticciere di successo entrato in crisi perché, dopo la sua prima creazione, non ha più gli stimoli per proporre nuove ricette. Luca ha dovuto chiudere il suo panificio e ora segue una casa di accoglienza per ragazzi LGBTQ+ o problematici che sono stati scacciati dalle loro famiglie e ha una relazione seria con Tancredi, un altro dei responsabili della casa di accoglienza, con cui vuole unirsi civilmente. Antonio, che ha un flirt non molto convinto con un fornitore di nome Dario, sente riaccendersi il desiderio per Luca e decide di riconquistarlo, sconsigliato in questo dall'amica Cristina, che gli ricorda in continuazione che "le minestre riscaldate non funzionano" e lo sprona a non restare ancorato al passato. Nel tentativo di riavvicinarsi a Luca, Antonio ne acquista il vecchio panificio e gli propone di entrare in società per trasformarlo in una nuova pasticceria dedicata allo scomparso Denis e vendere dolci di nuova creazione. I due si gettano con entusiasmo nel progetto e ad aiutarli nella nuova impresa viene coinvolto anche Ricky, un altro ragazzo che vive nella casa di accoglienza, molto problematico, chiuso, scontroso e diffidente, che dichiara di essere eterosessuale e di far sesso con altri uomini solo a pagamento. 
Il corteggiamento evidente di Antonio nei confronti di Luca provoca la gelosia sia di Tancredi che di Dario, mettendo in crisi i rispettivi rapporti di coppia. Dopo una scenata furiosa, Dario rompe con Antonio, ritirando anche le forniture a prezzo di favore che aveva proposto per il nuovo forno, e Tancredi si mostra molto più freddo nei confronti di Luca, distaccandosi anche lui dal progetto della pasticceria. Anche Cristina, stanca di non essere ascoltata, sembra allontanarsi da Antonio, rimproverandolo per il suo comportamento irresponsabile ed egoista. In compenso, Antonio riesce a conquistare la fiducia di Ricky dopo averlo aiutato e difeso in modo totalmente disinteressato, senza chiedergli nulla in cambio e anzi rifiutando la proposta di sesso fattagli da Ricky per sdebitarsi. 
Terminata la riconversione del vecchio panificio, durante la serata inaugurale della pasticceria Antonio tenta di baciare Luca, ma i due vengono sorpresi da Tancredi che fugge in preda alla gelosia. Luca allora, furioso, dice chiaramente ad Antonio di non essere più innamorato di lui e lo invita a non farsi più del male nel cercare un passato che non può tornare, per poi correre alla ricerca di Tancredi. Antonio, compresi i suoi errori, riesce a trovare Tancredi per primo e si scusa con lui parlandogli a cuore aperto. Raggiunti da Luca, i tre finalmente si riconciliano dopo il chiarimento. Nel frattempo, la serata inaugurale prosegue senza i due proprietari e viene salvata da un intervento improvvisato di Cristina a cui Ricky ha ricordato il valore dell'amicizia, mentre il nuovo dolce inventato da Antonio per l'occasione usando biscotti di seconda scelta si rivela un successo. Al ritorno di Antonio in pasticceria con Luca e Tancredi, anche lui e Cristina finalmente si chiariscono e si riconciliano. Antonio si ferma con Luca fino al mattino successivo per pulire il locale; rimasto solo, sente aprirsi nuovamente la porta. Avvisando che il locale è chiuso, rivolge lo sguardo verso la persona appena entrata (che non parla e non si vede) e di colpo si ferma e con espressione di sorpresa sorride radioso.

## Promozione
Il primo trailer del film è stato diffuso il 12 febbraio 2024.

## Distribuzione
Il film è stato presentato in distribuzione limitata nelle sale italiane il 15 febbraio 2024, prima di essere distribuito sulla piattaforma Prime Video il 20 giugno seguente.

## Accoglienza
Il film è stato accolto con recensioni generalmente favorevoli da parte della critica cinematografica italiana.
Martina Barone del The Hollywood Reporter Roma scrive che il film «non ha nulla da invidiare al precedente» e che cerca di «slegare Maschile singolare da una possibile etichetta che avrebbe relegato la pellicola a un solo tipo di commento sia critico che sociale», apprezzando «la pluralità che nel film si espande a macchia d’olio, coinvolgendo il singolo nel Rifugio, casa d’accoglienza per giovani LGBTQIA+».
Lorenzo Ciofani del Cinematografo scrive che il film «è più legato agli schemi della commedia romantica tradizionale» rispetto al precedente capitolo,  «accantonando la deriva più sessualmente libera e mettendo al centro quel sentimento che incrocia la voglia di tornare dove si è stati bene e l’ansia per un futuro che impone responsabilità», trovando che in definitiva il progetto «dà voce a un sentimento generazionale unendo malinconie e sorrisi senza retorica né facilonerie».